# Мапуту (провинция)
Мапу́ту (порт. Maputo) — провинция в Мозамбике. Площадь провинции составляет 25 756 км². Численность населения 1 233 143 человек (на 2007 год). Административный центр провинции Мапуту — город Матола.

## География
Провинция Мапуту находится на крайнем юге Мозамбика. На север от неё расположена провинция Газа, на западе проходит государственная граница Мозамбика со Свазилендом и Южной Африкой, на юге — граница с Южной Африкой. На востоке провинция омывается водами Индийского океана. На территории провинции находится столица страны город Мапуту.

## Административное деление

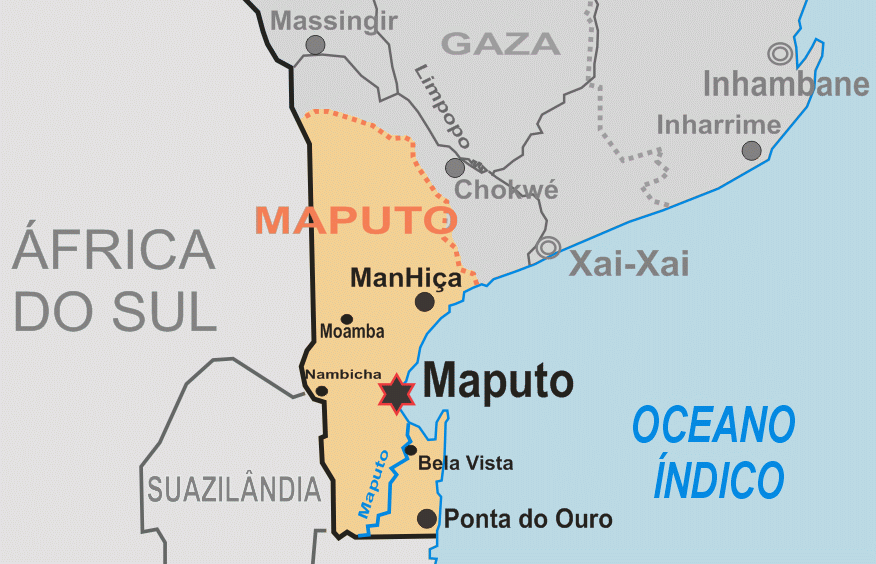
Административная карта провинции Мапуту.

В административном отношении провинция делится на 8 округов и 4 муниципалитета.

### Округа
- Боане (Boane)
- Магуде (Magude)
- Маньиса (Manhiça)
- Марраквене (Marracuene)
- Матола (Matola)
- Матутуине (Matutuíne)
- Моамба (Moamba)
- Намаша (Namaacha)

### Муниципалитеты
- Боане (Boane)
- Маньиса (Manhiça)
- Матола (Matola)
- Намаша (Namaacha)